# Hogna bellatrix
Hogna bellatrix este o specie de păianjeni din genul Hogna, familia Lycosidae. A fost descrisă pentru prima dată de L. Koch, 1865. Conform Catalogue of Life specia Hogna bellatrix nu are subspecii cunoscute.